# Metropolia Huambo
Metropolia Huambo – jedna z 5 metropolii kościoła rzymskokatolickiego w Angoli. Została ustanowiona 3 lutego 1977. 

## Diecezje
- Archidiecezja Huambo
  - Diecezja Benguela
  - Diecezja Kwito-Bié
  - Diecezja Ganda

## Metropolici
- Manuel Franklin da Costa (1977-1986)
- Francisco Viti (1986-2003)
  - Oscar Lino Lopes Fernandes Braga (od 31 lipca 2003 do 3 maja 2004, administrator apostolski sede vacante)
- José de Queirós Alves (2004-2018)
- Zeferino Zeca Martins (od 2018)